# Ливейн, Эндрю
Эндрю Джозеф «Фаззи» Ливейн (англ. Andrew Joseph "Fuzzy" Levane; 11 апреля 1920, Бруклин, Нью-Йорк, США — 30 апреля 2012, Ирмо, Южная Каролина, США) — американский профессиональный баскетболист и тренер. Чемпион НБЛ в сезоне 1945/1946 годов.

## Ранние годы
Эндрю Ливейн родился 11 апреля 1920 года в Бруклине, самом густонаселённом боро Нью-Йорка, учился там же в средней школе имени Джеймса Мэдисона, в которой играл за местную баскетбольную команду. Его отец был музыкантом в Метрополитен-опера.

## Студенческая карьера
В 1943 году Эндрю окончил Университет Сент-Джонс, где в течение трёх лет играл за команду «Сент-Джонс Ред Сторм», в которой провёл успешную карьеру под руководством тренера, члена Зала славы баскетбола, Джо Лэпчика, набрав в итоге 397 очков в 59-ти играх (6,7 очка в среднем за игру). При Ливейне «Ред Сторм» первые два сезона выступали в конференции Independent, а последний — в конференции Metropolitan New York, но ни разу не выигрывали ни регулярный чемпионат, ни турнир этих конференций, а также ни разу не выходили в плей-офф студенческого чемпионата США.
В 1943 году «Сент-Джонс Ред Сторм» стали чемпионами Национального пригласительного турнира (NIT), разгромив в финальном матче команду «Толидо Рокетс» со счётом 48—27. В своём последнем сезоне Ливейн, будучи капитаном «Ред Сторм», стал лучшим по количеству набранных очков игроком команды (199 очков в 24 играх), по итогам которого Эндрю стал лауреатом приза Хаггерти, который вручается самому выдающемуся баскетболисту метрополии Нью-Йорка.

## Профессиональная карьера
Играл на позиции лёгкого форварда и атакующего защитника. В 1945 году Джон Ливейн заключил договор с командой «Рочестер Роялз», выступавшей в Национальной баскетбольной лиге (НБЛ) и Баскетбольной ассоциации Америки (БАА). Позже выступал за команды «Сиракьюс Нэшнлз» (НБА), «Эльмира Колонелс» (АБЛ) и «Милуоки Хокс» (НБА). Всего в НБЛ провёл 3 сезона, в НБА — 2 сезона, а в БАА и АБЛ — по одному сезону. В сезоне 1945/1946 годов Ливейн, будучи одноклубником Рэда Хольцмана, Боба Дэвиса, Джорджа Гламака, Эла Керви и Отто Грэма выиграл чемпионский титул в составе «Рочестер Роялз». Всего за карьеру в НБЛ Эндрю сыграл 115 игр, в которых набрал 766 очков (в среднем 6,7 за игру). Всего за карьеру в БАА/НБА Ливейн сыграл 103 игры, в которых набрал 463 очка (в среднем 4,5 за игру), сделал 9 подборов и 204 передачи. Помимо этого Эндрю Ливейн в составе «Роялз» три раза участвовал во Всемирном профессиональном баскетбольном турнире, но без особого успеха.

## Тренерская карьера
В межсезонье, перед началом сезона 1952/1953 годов, Эндрю Ливейн стал играющим тренером команды «Милуоки Хокс», сменив на этом посту Докси Мура, по окончании которого «Ястребы» заняли последнее место в Западном дивизионе и не смогли выйти в плей-офф турнира (27 побед при 44 поражениях). В середине следующего сезона, уже в качестве главного тренера, он был уволен со своего поста из-за неудовлетворительных результатов команды (11—35), а на его место был назначен Рэд Хольцман, который не изменил ситуации в турнирной таблице (10—16), в которой команда опять же заняла последнее место в Западном дивизионе и не попала в плей-офф турнира. В 1956 году Ливейн устроился на должность ассистента главного тренера (Винса Борилы) в команду «Нью-Йорк Никс», проведя на своём посту два сезона, а в 1958 году встал у руля команды, где опять же проработал на протяжении двух сезонов. При Ливейне «Никс» не добились особых успехов, а в 1960 году Фаззи был вынужден покинуть свой пост из-за неудовлетворительных результатов команды. Спустя год Эндрю вернулся в команду «Ястребов», которая к тому времени сменила своё место дислокации и стала называться «Сент-Луис Хокс», сменив на этом посту Пола Сеймура, а сезон 1961/1962 годов Ливейн не смог доработать до конца (20—40), так как незадолго до его окончания временно исполняющим обязанности тренера был назначен Боб Петтит. В дальнейшем он был тренером клубов «Скрантон Майнерс» и «Нью-Йорк Гард» и скаутом в «Никс» до 2004 года.

## Семья и смерть
После окончания университета, во время Второй мировой войны, Ливейн в течение двух лет служил в Береговой охране США (1943—1945). Эндрю Ливейн скончался в понедельник, 30 апреля 2012 года, от сердечной недостаточности на 93-м году жизни в Бруклине (боро Нью-Йорка). Его жену звали Кей, которая родила Эндрю трёх дочерей (Денис, Терезу и Линду) и трёх сыновей (Нила, Лоуренса и Эндрю-младшего), кроме того у него была сестра Люси, а также 14 внуков и 8 правнуков.

## Статистика

### Статистика в НБА
| Сезон                                                                                    | Команда      | Регулярный сезон | Регулярный сезон | Регулярный сезон | Регулярный сезон | Регулярный сезон | Регулярный сезон | Регулярный сезон | Регулярный сезон | Регулярный сезон | Регулярный сезон | Регулярный сезон | Серия плей-офф | Серия плей-офф | Серия плей-офф | Серия плей-офф | Серия плей-офф | Серия плей-офф | Серия плей-офф | Серия плей-офф | Серия плей-офф | Серия плей-офф | Серия плей-офф |
| Сезон                                                                                    | Команда      | GP               | GS               | MPG              | FG%              | 3P%              | FT%              | RPG              | APG              | SPG              | BPG              | PPG              | GP             | GS             | MPG            | FG%            | 3P%            | FT%            | RPG            | APG            | SPG            | BPG            | PPG            |
| ---------------------------------------------------------------------------------------- | ------------ | ---------------- | ---------------- | ---------------- | ---------------- | ---------------- | ---------------- | ---------------- | ---------------- | ---------------- | ---------------- | ---------------- | -------------- | -------------- | -------------- | -------------- | -------------- | -------------- | -------------- | -------------- | -------------- | -------------- | -------------- |
| 1948/49                                                                                  | Рочестер     | 36               |                  |                  | 28,5             |                  | 61,9             | 0,0              | 1,1              |                  |                  | 3,4              | Не участвовал  | Не участвовал  | Не участвовал  | Не участвовал  | Не участвовал  | Не участвовал  | Не участвовал  | Не участвовал  | Не участвовал  | Не участвовал  | Не участвовал  |
| 1949/50                                                                                  | Сиракьюс     | 60               |                  |                  | 33,3             |                  | 63,5             | 0,0              | 2,6              |                  |                  | 5,5              | 9              |                |                | 35,1           |                | 100,0          | 0,0            | 1,4            |                |                | 3,4            |
| 1952/53                                                                                  | Милуоки Хокс | 7                |                  | 9,7              | 12,5             |                  | 66,7             | 1,3              | 1,3              |                  |                  | 1,1              | Не участвовал  | Не участвовал  | Не участвовал  | Не участвовал  | Не участвовал  | Не участвовал  | Не участвовал  | Не участвовал  | Не участвовал  | Не участвовал  | Не участвовал  |
|                                                                                          | Всего        | 103              |                  | 9,7              | 31,0             |                  | 63,3             | 0,1              | 2,0              |                  |                  | 4,5              | 9              |                |                | 35,1           |                | 100,0          | 0,0            | 1,4            |                |                | 3,4            |
| Наведите курсор мыши на аббревиатуры в заголовке таблицы, чтобы прочесть их расшифровку. |              |                  |                  |                  |                  |                  |                  |                  |                  |                  |                  |                  |                |                |                |                |                |                |                |                |                |                |                |